# Txurtan
Txurtan (rus: Чуртан) és un poble (possiólok) del krai de Perm, a Rússia, que forma part del raion de Gaini. En el cens del 2010 tenia 195 habitants.